# از خود گذشتگی
از خود گذشتگی (انگلیسی: Self-sacrifice) عبارت است از دست کشیدن از چیزی که شخص برای خود می‌خواهد به طوری که می‌توان به این طریق به دیگران کمک کرد یا از آنها محافظت کرد یا به طوری که ارزش خارجی دیگری را بتوان پیش برد یا محافظت کرد.